# Territori dels Alauites
El Territori dels Alauites (francès: Territoire des Alaouites; àrab: إقليم العلويين, Iqlīm al-ʿAlawiyyīn) fou una demarcació creada pel general Henri Gouraud pel decret 318 de 31 d'agost de 1920 a la zona costanera meridional del vilayet otomà d'Alep. La capital s'establí a Latakia i formava part del Mandat francès per a Síria i el Líban com a entitat dependent d'Alep. Proclamat l'1 de setembre de 1920, fou efectiu l'endemà i s'integrà a l'Estat d'Alep proclamat el mateix 1 de setembre en l'antic vilayet.
En crear-se el 28 de juny de 1922 la Federació Siriana, proclamada pel general Gouraud, el 28 de juny de 1922 el Territori dels Alauites fou separat d'Alep amb el propòsit que ingressés a la federació juntament amb l'Estat de Souaida. Poc després, en formar-se un nou govern a França, la Unió d'Estats va transformar-se en Federació Siriana, i el 23 de juliol de 1923, la Lliga de Nacions en va confiar el mandat a França, que ja el tenia de la Comissió Inter-Aliada des de 1920. Finalment el Territori dels Alauites es va incorporar formalment a la federació com a Estat dels Alauites, el 29 de setembre de 1923.

## Governadors
- 3 de novembre de 1918 - 1919: Minault
- 1919 - 2 de setembre de 1920: De La Roche
- 2 de setembre de 1920 - 20 de setembre de 1921: Marie Joseph Émile Niéger
- 20 de setembre de 1921 - 17 de novembre de 1922: Gaston Henri Gustave Billotte
- 17 de novembre de 1922 - 1 de gener de 1923: Desclaux (interinament)
- 1 de gener de 1923 - maig de 1923: Léon Henri Charles Cayla
- Maig de 1923 - setembre de 1923: René Victor Fauconnier (suplent de Cayla)